# Tzath
Tzath war König von Lasika in der ersten Hälfte des 6. Jahrhunderts.
Tzath reiste nach dem Tod seines Vaters 521/22 nach Konstantinopel an den oströmischen Kaiserhof. Er wurde dort von Justin I. freundlich aufgenommen und im christlichen Glauben getauft, mit dem Kaiser als Taufpaten. Justin setzte ihn feierlich als König von Lasika ein, womit er bewusst die Herrschaftsansprüche des Sassanidenreichs, des großen Rivalen Roms im Osten, in diesem Raum ignorierte. Justin übergab ihm reiche Geschenke und verheiratete ihn mit der vornehmen Römerin Valeriana.
Bei den folgenden römisch-persischen Kampfhandlungen suchte Tzath die Unterstützung Ostroms und wandte sich 528 an Kaiser Justinian I. um Hilfe. In den spätantiken Quellen wird Tzath anschließend jedoch nicht mehr erwähnt. Sein ältester Sohn Gubazes II. trat seine Nachfolge an.